# Final Fantasy Agito
Final Fantasy Agito (ファイナルファンタジーアギト, Fainaru Fantajī Agito) é um jogo eletrônico de RPG desenvolvido e publicado pela Square Enix. A história se passa no mesmo universo de Final Fantasy Type-0, fazendo parte da subsérie Fabula Nova Crystallis. Agito é um jogo episódico que possui um sistema de combate de rodadas encorajando tanto a exploração um jogador quanto a batalha multijogador. Há um ciclo de dia e noite ligado ao tempo do mundo real, possuindo também um elemento social em que conversar com certos personagens avança a classificação do jogador no jogo.
Agito, que serve como título complementar a Type-0, se passa no mundo de Orience durante um período de guerra entre suas quatro nações. A história é vista a partir de um cadete criado pelo jogador ao entrar na Academia de Magia de Rubrum e sendo escolhido como o Agito, uma figura destinada a salvar o mundo da destruição. Os protagonistas de Type-0 aparecem em diferentes papéis e atuam como personagens coadjuvantes. A história foi pensada para ser jogada várias vezes, ligando-se à natureza do mundo de jogo e a culminação eventual do jogador para se tornar o Agito.
O jogo foi desenvolvido ao redor do conceito original de Type-0, como fora concebido pelo diretor Hajime Tabata: um jogo móvel que daria aos jogadores fácil acesso ao universo da Fabula Nova Crystallis e que seria influenciado pelas escolhas feitas por eles. O título vem do nome anterior de Type-0, que era Final Fantasy Agito XIII. Muitos membros da equipe de desenvolvimento de Type-0 também participaram da produção de Agito, como o compositor Takeharu Ishimoto, o diretor Masayasu Nishida e o diretor de arte Sayoko Hoshino, além do próprio Tabata que voltou como produtor.
O jogo foi lançado em maio de 2014 e permaneceu ativo até seus servidores serem desligados em novembro do ano seguinte. Agito teve mais de quinhentos mil usuários registrados no Japão durante sua primeira semana, com a marca de um milhão sendo alcançada até novembro de 2014, porém esses números aparentemente caíram após impressões negativas. O título foi elogiado na época de seu lançamento. Foi anunciado em agosto de 2015 que o jogo não poderia continuar em sua forma atual, com ele sendo eventualmente substituído por uma nova versão. Versões para PlayStation Vita e Microsoft Windows foram canceladas junto com sua localização para o inglês. Seu sucessor, Final Fantasy Awaking, foi lançado em 2016.

## Jogabilidade
Final Fantasy Agito é um RPG eletrônico onde o jogador cria um personagem próprio, chamado de simplesmente "Cadete", e parte em missões pelo mundo de Orience. O jogador pode escolher o gênero e a aparência física de seu personagem, junto também com o estilo da roupa, cor de cabelo, tom de pele, voz e armas. Durante o jogo o tempo é sincronizado com o relógio local do mundo real. O Cadete começa explorando a Academia de Magia de Rubrum, porém eventualmente consegue explorar toda Orience. A jogo emprega um sistema de nivelamento onde a interação com outros estudantes e professores, junto com a performance em cada missão, aumenta o nível do personagem dentro da academia. Também aparecem na história personagens recorrentes da série Final Fantasy como as criaturas aladas moogles e as aves galiformes chocobos. Um moogle acompanha o Cadete pela Peristylium, enquanto chocobos podem ser utilizados como meio de transporte em partes posteriores do jogo. A navegação pode ser realizada pelos controles virtuais na tela do celular ou ao tocar uma área visível no ambiente de jogo. O quarto do Cadete atua como sua base, enquanto a área do chafariz dentro da academia é onde muitos dos personagens não jogáveis podem ser encontrados.
Conversas com os protagonistas de Final Fantasy Type-0 aumentam a afinidade do Cadete com eles: a estatística com o personagem escolhido aumenta se o jogador pressionar um botão especial na tela durante seções específicas da conversa. As relações construídas pelo jogador ativam certas interações especiais durante o último capítulo. Agito possui missões secundárias, com algumas mudando dependendo do dia de semana do mundo real. Essas missões são passadas por personagens não jogáveis e podem envolver desde a criação de novos feitiços e equipamentos, até realizar certas ações dentro de uma missão de combate. Completar tarefas rende recompensas como novos equipamentos e itens.
Agito utiliza um sistema de batalha baseado em rodadas, diferentemente de Type-0. O menu de ataque, que aparece durante os combates, apresenta uma barra que permite que o personagem ataque o inimigo assim que ela estiver cheia, além de botões para os diversos ataques mágicos e físicos; essas habilidades podem ser encadeadas em combos que, uma vez usados, demoram para serem recarregados. Pressionar o ícone de "habilidade" aciona aptidões atribuídas, enquanto as habilidades de "cadeia" permitem que o jogador pré-determine sequências de ataque e que as use consecutivamente. Certas configurações recompensam o jogador com bônus. Também disponível está a habilidade "Kill Sight" vinda de Type-0, em que ações precisamente cronometradas permitem que o Cadete mate um inimigo com apenas um ataque. Agito também dá ao jogador a opção de ajustar a velocidade das batalhas de acordo com sua preferência pessoal. Os jogadores podem utilizar um item especial e temporariamente convocar tanto personagens não jogáveis com quem tem uma relação forte quanto monstros convocáveis chamados de Eidolons a fim de infligirem grandes danos ao inimigo.
O jogador pode escolher dois companheiros controlados pela inteligência artificial depois de selecionar a missão, que adicionam pontos à nota total do jogador ao final dessas tarefas. Os companheiros podem receber Comandos de Equipe durante as missões, que podem ordená-los a atacar ou aumentar suas habilidades de cura enquanto ao mesmo tempo diminui suas capacidades defensivas. Cada tentativa de realizar uma missão usa o medidor de energia do Cadete, que permite um número máximo de três missões ao mesmo tempo. O jogo utiliza um sistema de papéis similar a outros títulos da série Final Fantasy, em que diferentes equipamentos e armas alteram as habilidades dos personagens em batalha. Habilidades específicas acompanham cada papel. Os jogadores podem criar vários conjuntos de equipamentos, com cada item e arma sendo ranqueada de acordo com sua raridade. Materiais adquiridos durante as missões podem ser usados para melhorar os equipamentos e habilidades do jogador.

## Sinopse

### Mundo
Final Fantasy Agito se passa em Orience, um mundo dividido em quatro nações chamadas de Estados Cristal, que tem existindo em uma situação de guerra quase constante pelos últimos quatro mil anos: o Domínio de Rubrum, o Império Milites, o Reino da Concórdia e a Aliança Loricana. A causa da guerra são os cristais, objetos de poder mágico e político que concedem diferentes bençãos para cada nação, também escolhendo pessoas a fim de se tornarem guerreiros mágicos conhecidos como l'Cie, servos e protetores de seus respectivos cristais. O mundo de Orience está preso dentro de um looping temporal onde os eventos se repetem constantemente e então se reiniciam mais uma vez com pequenas variações. O motivo disso é um experimento estabelecido pelos deuses Pulse e Lindzei para encontrarem um caminho até o pós-vida para seu criador, o deus Bhunivelze. A época em que Agito se passa é referida como "o primeiro ciclo que ultrapassa a espiral de 600 milhões", estando bem no começo na espiral de Orience de repetição histórica. Os eventos iniciais de Agito diferem dos de Type-0 em que a história foi direcionada para um ponto onde o lendário Agito nasceu, sendo assim uma história alternativa para o jogo original. Os eventos do jogo através da vida do Agito são divididos em duas "fases", ou ciclos na história de Orience. O Tempus Finis é um evento importante ao final de cada ciclo, em que o mundo está destinado a acabar e renascer.

### Personagens
O personagem principal é um cadete criado pelo jogador para ser treinado como o Agito, um messias profetizado que irá impedir a destruição Orience durante o Tempus Finis. Interagindo com o Cadete durante sua jornada estão Ace, o protagonista de Type-0; Miyu Kagerohi, a representante dos cadetes dentro da Vermillion Peristylium; Lean Hampelmann, um cientista militesi; e Tono Mahoroha, uma mulher misteriosa e fria de Rubrum. O elenco do jogo anterior, a Classe Zero, além de Machina Kunagiri e Rem Tokimiya, os narradores de Type-0, aparecem em papéis coadjuvantes como estudantes de outras classes. Outros personagens incluem o marechal Cid Aulstyne, líder do Império Milites e principal antagonista; a dra. Arecia Al-Rashia, supervisora de mágica no Peristylium e serva de Pulse; e Gala, líder do exército Lulusath e serva de Lindzei.

### Enredo
Na Primeira Fase, o cadete é salvo do ataque de um Behemoth por Ace, que o leva em segurança de volta para a academia. Lá ele é apresentado para a vida diária de estudante e enviado em uma missão contra o Behemoth. O Cadete descobre sobre a Classe Zero quando a guerra é declarada contra Império Milites após as agressivas ações deste contra Rubrum e Lorica. Concórdia forma uma aliança com Milites, prejudicando seriamente os esforços de Rubrum. O país então reúne suas forças, incluindo seus poderosos guerreiros mágicos, e consegue conquistar todos os outros três Estados Cristal. A vitória de Rubrum causa a chegada do Tempus Finis, com Miyu sendo feita um l'Cie e renomeada como Juíza Myuria: sua missão é testar o Cadete e ver se ele é digno de se tornar o Agito. O Cadete acaba saindo-se vitorioso, porém Myuria julga que o Agito não apareceu e o Tempus Finis consome o mundo, reiniciando-o para um novo ciclo de história.
Os eventos ocorrem de maneira similar durante a Segunda Fase, porém com algumas variações: Lorica forma uma aliança com Milites ao invés de ser conquistada, enquanto apesar de Concórdia oferecer uma aliança, simpatizadores imperiais dentro do país orquestram a morte da rainha. As forças de Rubrum subjugam Lorica e Concórdia e invadem a capital Milites, matando Cid. Ele conta ao Cadete e seus companheiros antes de morrer sobre o papel dos cristais no ciclo de Orience. Quando o Tempus Finis chega, Ace parte para encontrar uma pessoa mencionada pelo marechal. Ele acaba sendo marcado como um l'Cie e transformado no Juiz Ace. Como no ciclo anterior, ele acaba derrotado mas o Tempus Finis chega e o ciclo continua.
Em um último episódio paralelo, são reveladas várias histórias adicionais envolvendo os personagens. Dentre os eventos mostrados estão uma conversa entre Myuria e Arecia sobre continuar ou não o experimento, com Lean e Tono sendo escolhidos por Arecia para existirem fora do ciclo e manterem suas memórias. Nessa nova forma os dois concordam em reunir as memórias do povo de Orience e tentar encontrar um modo de libertar o mundo de sua espiral. A história termina com eles desejando felicidades ao Cadete, dizendo que esperam encontrá-lo novamente em algum ciclo futuro.

## Desenvolvimento
A ideia para Final Fantasy Agito partiu dos conceitos iniciais de Final Fantasy Type-0. Este originalmente seria um jogo para celulares chamado Final Fantasy Agito XIII, porém acabou eventualmente mudando de plataforma e título. Hajime Tabata, o diretor de Type-0, ainda gostava do nome "Agito" e os conceitos originais para o jogo, que incluíam uma história episódica articulada nas escolhas do jogador e ciclos de dia e noite ligados ao tempo real. Ele decidiu revisitar esses conceitos com isso em mente e começou o desenvolvimento de Agito: eventualmente, a equipe escolheu os celulares como a plataforma de lançamento, parcialmente devido ao seu progresso tecnológico desde o início da produção de Type-0. Um dos desejos de Tabata era para que jogadores que não tinham jogado Type-0 fizessem o download e jogassem. O desenvolvimento começou em setembro de 2012. Durante o desenvolvimento ele considerou Type-0 como o protótipo de Agito, apesar de não compartilhar muito com seu predecessor. A história surgiu a partir daquilo que originalmente havia sido concebido para Agito XIII antes de passar por suas reformulações de título e plataforma. Diferentemente da história sombria e séria de Type-0, a equipe decidiu dar a Agito uma atmosfera mais leve, apesar de cenas dramáticas ainda estarem presentes. Junto com a equipe que voltava do título anterior, a desenvolvedora Tayutau K.K. auxiliou na produção. Masayasu Nishida, o projetista de níveis de Type-0, voltou como diretor de Agito, enquanto o artista de texturas de personagens Sayako Hoshino virou o novo diretor de arte. A equipe empregou o middleware Motion Portrait a fim de criar as animações dos personagens para o ambiente de celulares. O título foi desenvolvido usando o motor de jogo Unity. O projetista de Agito foi Kensuke Shimoda, um veterano da indústria que tinha experiência com a Unity, ficando responsável por criar o sistema de batalha. Seu envolvimento com o jogo terminou após o lançamento.

### Música
A música de Agito foi composta por Takeharu Ishimoto, que também tinha composto a trilha sonora de Type-0. Inicialmente, nenhuma música original seria criada para o jogo, porém Ishimoto conseguiu convencer a Square Enix a deixá-lo compor peças novas. O título mesmo assim tirou várias faixas do jogo anterior. Parte do desejo do compositor era incorporar elementos da música popular japonesa que iriam agradar os fãs. As melodias mais orientadas para o pop tinham a intenção de enfatizar a atmosfera mais leve, porém músicas mais dramáticas foram utilizadas nos momentos mais sombrios. Os arranjos foram feitos por Kentaro Sato. A música de batalha para os segmentos multijogador foram complementadas com trabalhos vocais gravados pela banda japonesa Dazzle Vision. Duas faixas da trilha foram disponibilizadas na Tokyo Game Show de 2014 através de um CD de brinde junto com composições de outros títulos. Faixas de Agito foram incluídas em um disco especial que vinha junto com a edição de colecionador de Final Fantasy Type-0 HD. Todas as faixas novas do jogo foram colocadas no álbum em blu-ray de Type-0 HD.

## Lançamento
O primeiro indício da existência de Agito se tornou público em maio de 2013 quando a Square Enix registrou o nome. O jogo foi anunciado pela primeira vez na segunda edição de setembro da Famitsu Weekly, sendo demonstrado durante a Tokyo Game Show de 2013. Ele foi originalmente agendado para ser lançado no final de 2013, porém acabou adiado por causa de problemas de desenvolvimento relacionados ao tamanho dos ambientes, que precisaram ser diminuídos. Agito foi remarcado para o primeiro quarto de 2014, porém acabou adiantado para a primavera. Roupas para os personagens foram oferecidas como bônus de pré-registro, enquanto um código para baixar roupas inspiradas em Kurasame, um personagem coadjuvante de Type-0, foi incluído no último volume do mangá spin-off Final Fantasy Type-0 Side Story: Reaper of the Icy Blade. O período de pré-registro terminou em 7 de maio de 2013. A entrega de capítulos começou um dia após o lançamento do jogo em 14 de maio de 2014. O jogo era gratuito para ser baixado, porém os jogadores tinham a opção de comprar itens, restaurar a saúde do personagem e acelerar o tempo de re-spawn através de microtransações. A versão original de Agito reiniciava os níveis de experiência do jogador ao final do jogo, porém uma atualização em 2015 permitiu que os jogadores mantivessem seus pontos caso jogassem de novo.

### Episódios
Final Fantasy Agito foi publicado em capítulos, com as decisões feitas pelo jogador influenciando os eventos no episódio seguinte. O número de capítulos foi pensado para ser menor do que os de Before Crisis: Final Fantasy VII, o título móvel anterior de Tabata. A intenção era criar um grande valor em jogar várias vezes. A entrega de episódios foi arranjada para ser feita a cada quinzena. Os capítulos foram projetados para demoraram duas semanas para serem completados, com os primeiros dez dias envolvendo as missões para um jogador. As últimas partes tinham missões multijogador de "subjugação", em que os jogadores precisavam trabalhar juntos a fim de derrotarem poderosos chefes. Essas batalhas ocorriam durante os fins de semanas.
Cada capítulo tinha com quatro ou cinco segmentos, cada um contando diferentes missões de história. Existe uma grande enfase nas escolhas do jogador para a história, com as decisões feitas em capítulos passados afetando os eventos dos episódios futuros. A história de Agito tem a intenção de ser jogada repetidas vezes, com diferentes decisões gerando diferentes resultados. A entrega dos capítulos foi projetada para eventualmente terminar em setembro de 2014. Após o lançamento de todos os capítulos, a equipe voltou sua atenção para melhorar a experiência, introduzindo modos de jogo mais difíceis e incorporando um maior sentimento de escala. Eles também desenvolveram outras escolhas de história para expandir a variação de eventos. Uma segunda "fase" da história começou a ser lançada durante 2014 e 2015. Além do episódio final, um capítulo extra foi lançado para concluir os eventos de Agito. Batalhas especiais contra os Rursus, e depois contra Miyu e vários Eidolons, foram disponibilizadas durante o último mês do jogo.
| Episódios | Episódios               | Episódios |
| --- | ----------------------- | --------- |
| |                         |           |
| Capítulos |                         |           |
| Título | Lançamento              |           |
| Chapter 0: Those Closest to Agito (第零章 アギトにもっとも近い者, Dai Reishō: Agito ni Mottomo Chikaimono)      | 15 de maio de 2014      |           |
| Chapter 1: Battlefield of the Chosen (第一章 撰ばれし子らの戦場, Dai Isshō: Erabareshikora no Senjō)            | 2 de julho de 2014      |           |
| Chapter 2: Vermiel Wings of Hope (第二章 救国の朱き翼, Dai Nishō: Kyūkoku no Akaki Tsubasa)                     | 16 de junho de 2014     |           |
| Chapter 3: Will of the Fighters (第三章 戦う者たちの意思, Dai Sanshō: Tatakau Monotachi no Ishi)                | 18 de julho de 2014     |           |
| Chapter 4: Those Who Seek Agito (第四章 アギトを目指す者たち, Dai Yonshō: Agito o Mezasu Monotachi)             | 4 de agosto de 2014     |           |
| Chapter 5: The Decision (第五章 運命の決断, Dai Goshō: Unmei no Ketsudan)                                       | 28 de agosto de 2014    |           |
| Final Chapter: Time of Judgment (最終章 審判の刻, Sai Shūshō: Shinpan no Toki)                                  | 16 de setembro de 2014  |           |
| |                         |           |
| Capítulos |                         |           |
| Título | Lançamento              |           |
| Chapter 0: The Gears of Fate in Motion (第零章 運命の歯車が動く刻, Dai Reishō: Unmei no Haguruma ga Ugoku Koku) | 17 de novembro de 2014  |           |
| Chapter 1: Tomorrow's World (第一章 明日の世界のために, Dai Isshō: Ashita no Sekai no Tame Ni)                  | 15 de dezembro de 2014  |           |
| Chapter 2: The Ties That Bind (第二章 絆, Dai Nishō: Kizuna)                                                    | 19 de janeiro de 2015   |           |
| Chapter 3: Dominion Under Siege (第三章 朱雀包囲網, Dai Sanshō: Suzaku Hōi-mō)                                  | 23 de fevereiro de 2015 |           |
| Chapter 4: Crimson and Azure (第四章 朱と蒼, Dai Yonshō: Shu to Ao)                                             | 31 de março de 2015     |           |
| Chapter 5: Inveniam Viam (第五章 自らの道を、自らの意志で, Dai Goshō: Mizukara no Michi O, Mizukara no Ishi De) | 11 de maio de 2015      |           |
| Final Chapter: Precipice of History (最終章 歴史の終端で, Sai Shūshō: Rekishi no Shūtan De)                     | 17 de junho de 2015     |           |

## Recepção
Foi anunciado uma semana depois do lançamento de Agito que o jogo já tinha quinhentos mil usuários registrados no Japão. Esse número chegou em um milhão por volta de novembro do mesmo ano. Posteriormente, foi relatado que o número ativo havia caído drasticamente por causa de impressões de longo prazo ruins dos jogadores.
A Famitsu publicou sua resenha pouco depois do lançamento, elogiando o combate e os gráficos, porém achando que os controles na tela eram difíceis de serem manejados. A crítica se encerrou recomendando o título para os fãs da série Final Fantasy. Richard Eisenbeis da Kotaku afirmou que Agito "foi muito além do que eu estava esperando", dizendo que não tinha se sentido inferior a outros jogadores apesar de não ter utilizado o sistema de microtransações do jogo. Shaun Musgrave da Torch Arcade elogiou os gráficos e as batalhas, comparando as missões de combate com Puzzle & Dragons. Ele questionou o equilíbrio geral da jogabilidade, porém disse que o jogo ainda era jovem e a Square Enix tinha a chance de melhorá-lo bastante.

## Pós-lançamento
O lançamento original de Agito foi marcado por várias questões técnicas como longos períodos de carregamento, algo que a equipe tentou concertar através de atualizações. Um sistema de Atividades de Clube seria adicionado após o lançamento; similar às Guildas de jogos anteriores, os jogadores poderiam se juntar a eles e realizar atividades únicas aos clubes e competir com outros em disputas. O jogo apareceu em um crossover com o título móvel Rise of Mana, também da Square Enix, entre julho e agosto de 2014. Anteriormente já havia existido uma colaboração entre Agito e Legend World. Os desenvolvedores de Agito eventualmente determinaram que seu jogo não era mais adequado para outras atualizações e o tiraram do ar em 30 de novembro de 2015. Como parte do anúncio do fim dos serviços, a Square Enix confirmou que uma versão atualizada estava sendo preparada e seria ainda mais adequada para receber mais atualizações e melhorar a experiência do jogador. Essa versão melhorada foi depois revelada como sendo Final Fantasy Type-0 Online, um jogo multijogador para plataformas similares que as de Agito.
O primeiro indício de uma localização apareceu quando a marca de Agito foi registrada na Europa em setembro de 2013. Mais tarde na Tokyo Game Show de 2013, Tabata afirmou que o jogo definitivamente seria localizado, porém se recusou a clarificar se isso significava que ele seria lançado em territórios ocidentais. Um lançamento ocidental foi confirmado pela Square Enix durante a Electronic Entertainment Expo de 2014. O plano para o lançamento internacional era primeiro lançar Final Fantasy Type-0 HD para que os jogadores ocidentais se acostumassem com o mundo e os personagens, então lançar Agito como uma experiência separada em vez de paralela. O lançamento internacional do jogo foi consequentemente cancelado após o encerramento de seus serviços no Japão, porém foi dito que seu sucessor Type-0 Online estava sendo considerado para ser levado ao ocidente no lugar de Agito.
Um romance baseado na continuidade de Agito chamado Final Fantasy Agito: Change the World -A Whiter Shade of Pale- foi lançado em 30 de abril de 2015. Ele foi escrito por Tora Tsukishima e se foca nos personagens Nine e o cadete Naghi Minatsuchi. Uma conversão para PlayStation Vita intitulada Final Fantasy Agito+ foi anunciada e demonstrada durante a Tokyo Game Show de 2014. A decisão de levar o jogo para outra plataforma foi feita a partir da demanda popular e a compatibilidade do Vita com o morto Unity. Apesar de originalmente anunciado para janeiro de 2015, ele foi adiado por causa de problemas com o ambiente de desenvolvimento do Vita, que deixou a equipe travada até a Sony atualizar o sistema e providenciar apoio adequado. A equipe usou esse tempo para melhorar a qualidade geral da conversão. Essa versão incluiria acesso a todos os conteúdos da versão móvel junto com melhorias de controle e jogabilidade. Os jogadores receberam códigos para baixarem conteúdos como parte do lançamento físico, que incluíam armaduras e itens raros. Os dados salvos da versão para celular não poderia ser transferida para o Vita. A conversão foi oficialmente cancelada em setembro de 2015. Tabata mais tarde explicou que a equipe tinha sido confrontada por um "estrangulamento técnico", enfrentando problemas graves com a funcionalidade multijogador além de problemas de compatibilidade com o servidor. Agito também receberia uma conversão para Microsoft Windows para ser operada no sistema Windows 10 e nos celulares e tablets compatíveis com Windows 10 Mobile. Após o cancelamento de Agito+ e o fim dos serviços de Agito, reembolsos foram oferecidas para os jogadores que tinha comprado itens e pré-comprado a versão de Vita.